# 安戈尼亞區
14°43′01″S 34°22′01″E / 14.717°S 34.367°E

安戈尼亞區（葡萄牙語：Angónia），是莫桑比克的行政區，位於該國西北部，由太特省負責管轄，首府設於烏隆圭，面積3,277平方公里，2007年人口335,808，人口密度每平方公里100人。